# 荒木優里
荒木 優里（あらき ゆり、1992年7月7日 - ）は、日本のファッションモデル。愛称は「ゆりーぬ」

## 人物
愛知県出身。所属事務所はネオアルファライン。高校在学中に栄でスカウトされ、モデル活動を始めた。
2011年に高校を卒業し現在は歯科衛生士を目指し専門学校に通っている。
2011年7月から一年間西尾市の「西尾キャンペーンレディ」を務めた。
現在、東海地方の雑誌、テレビで活動している。